# Paroisse de Richmond
Pour les articles homonymes, voir Richmond.
La paroisse de Richmond est à la fois une paroisse civile et un ancien district de services locaux (DSL) canadien du comté de Carleton, située à l'ouest du Nouveau-Brunswick. Dans le cadre de la réforme de la gouvernance locale du 1er janvier 2023, le DSL a été annexé à la ville de Woodstock.

## Toponyme
Richmond est possiblement nommé ainsi en l'honneur de Charles Lennox, 4e duc de Richmond (1764-1819), gouverneur général du Canada de 1818 à 1819 ou d'après Staten Island, anciennement le comté de Richmond, à New York, d'où viennent plusieurs des premiers habitants.

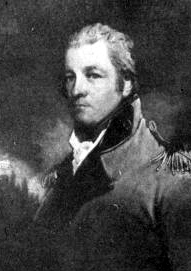
Le duc de Richmond.
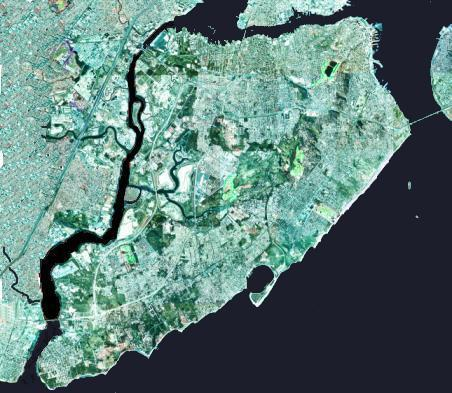
Staten Island.

## Géographie

### Situation
La paroisse de Richmond est située à 100 km de route à l'ouest de Fredericton, sur la frontière canado-américaine.
La paroisse est limitrophe de la paroisse de Wakefield au nord, de la paroisse de Woodstock à l'est, de la paroisse de Canterbury au sud-est et de la paroisse de North Lake au sud. L'État américain du Maine se trouve à l'ouest, plus précisément le comté d'Aroostook. Du nord au sud, les villes de Littleton, Houlton et Hodgdon, la plantation de Cary et finalement la ville d'Amity son limitrophes de la paroisses. Le DSL de Debec est enclavé dans le territoire. Outre Houlton, la ville la plus proche est Woodstock, à l'est.

### Villages et hameaux
La paroisse comprend les hameaux de Belleville, Blowdown, Campbell Settlement, Elmwood, Green Road, Irish Settlement, Kirkland, Limestone, McKenzie Corner, Plymouth, Richmond Corner, Union Corner et Watson Settlement.

## Histoire

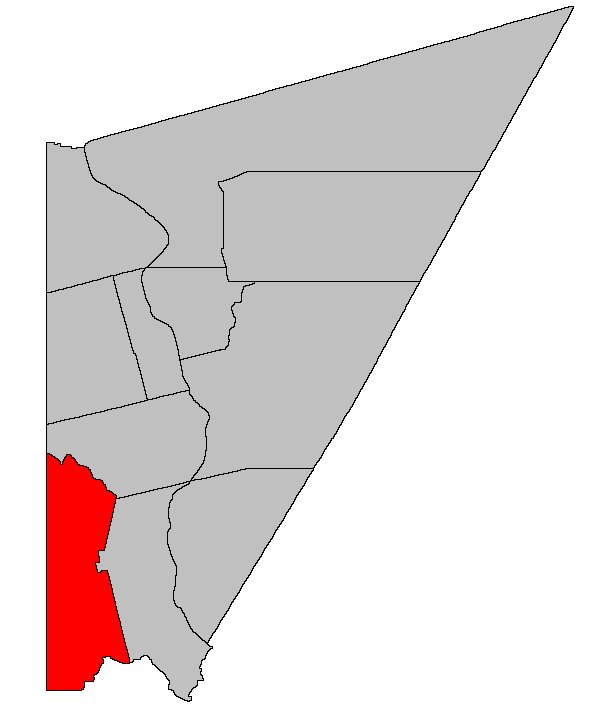
Situation sur une carte des paroisses civiles du comté de Carleton (certains DSL et municipalités ne sont donc pas montrés).

- 1786: Érection de la paroisse de Woodstock dans le comté d'York.

Parks Hill est fondé en 1814 par Samuel Parks, originaire d'Amity, au Maine ; il est rejoint par d'autres colons américains. En 1816, un hameau est aussi fondé à trois milles à l'Est de Richmond Corner par Isaac Smith, du fleuve Saint-Jean. McKenzie Corner est fondé vers 1822 par le capitaine Wm. McKenzie, un immigrant écossais, et peuplé de néo-brunswickois. Richmond Corner est fondé sous le nom de Scotch Corner vers 1822 par quelques immigrants écossais. Richmond Settlement est fondé sous le nom de North Richmond[réf. nécessaire] en 1823 par Andrew Currie, originaire du fleuve Saint-Jean. Watson Settlement est fondé vers 1828 ou 1829 par des immigrants en provenance d'Irlande du Nord.
- 1833: Création du comté de Carleton à partir d'une portion du comté d'York, dont la paroisse de Woodstock. Création de la paroisse de Dumfries à partir d'une portion de la paroisse de Woodstock.
- 1853: Création de la paroisse de Richmond à partir d'une portion de la paroisse de Woodstock.

Le chemin de fer Québec & St. Andrews a son terminus à Richmond Corner durant quelques années après 1862, donnant une importance temporaire à la localité, jusqu'à ce qu'il soit rallongé jusqu'à Debec après la construction de la subdivision Woodstock en 1868.
Irish Settlement est fondé en 1819 par des Irlandais. Limestone, d'abord appelé Ivey Settlement, est fondé vers 1834 par George Ivey, originaire de Plymouth, en Angleterre.
Greenville est fondé vers 1840 par de colons originaires de Keswick. Union Corner est fondé après 1840 par des immigrants américains du Maine. Kirkland est fondé vers 1850[réf. nécessaire] par des Néo-brunswickois de Maxwell, dans la paroisse de North Lake, et par des Écossais. Il se peut aussi que Monument soit une extension de l'établissement de Maxwell.
La municipalité du comté de Carleton est dissoute en 1966. La paroisse de Richmond devient un district de services locaux en 1967.

## Démographie
(août 2016).
D'après le recensement de Statistique Canada, il y avait 1 414 habitants en 2006, comparativement à 1 422 en 1996, soit une baisse de 0,5 %. La paroisse compte 545 logements privés, a une superficie de 258,81 km2 et une densité de population de 5,5 habitants au kilomètre carré.
| 2001  | 2006  | 2011  | 2016  |
| ----- | ----- | ----- | ----- |
| 1 404 | 1 414 | 1 358 | 1 303 |

## Administration

### Commission de services régionaux
La paroisse de Richmond fait partie de la Région 12, une commission de services régionaux (CSR) devant commencer officiellement ses activités le 1er janvier 2013. Contrairement aux municipalités, les DSL sont représentés au conseil par un nombre de représentants proportionnel à leur population et leur assiette fiscale. Ces représentants sont élus par les présidents des DSL mais sont nommés par le gouvernement s'il n'y a pas assez de présidents en fonction. Les services obligatoirement offerts par les CSR sont l'aménagement régional, l'aménagement local dans le cas des DSL, la gestion des déchets solides, la planification des mesures d'urgence ainsi que la collaboration en matière de services de police, la planification et le partage des coûts des infrastructures régionales de sport, de loisirs et de culture; d'autres services pourraient s'ajouter à cette liste.

### Représentation et tendances politiques
Nouveau-Brunswick: Richmond fait partie de la circonscription provinciale de Woodstock, qui est représentée à l'Assemblée législative du Nouveau-Brunswick par David Alward, du Parti progressiste-conservateur. Il fut élu en 1999 puis réélu en 2003, en 2006 et en 2010.
 Canada: Richmond fait partie de la circonscription électorale fédérale de Tobique—Mactaquac, qui est représentée à la Chambre des communes du Canada par Michael Allen, du Parti conservateur. Il fut élu lors de la 39e élection générale, en 2006, et réélu en 2008.

## Économie
Entreprise Carleton, membre du Réseau Entreprise, a la responsabilité du développement économique.

## Vivre dans la paroisse de Richmond
Le DSL est inclus dans le territoire du sous-district 10 du district scolaire Francophone Sud. Les écoles francophones les plus proches sont à Fredericton alors que les établissements d'enseignement supérieurs les plus proches sont dans le Grand Moncton.
L'église St. John's de Richmond Corner et l'église St. Paul's de Kirkland sont des églises anglicanes. Le détachement de la Gendarmerie royale du Canada et le bureau de poste les plus proches sont à Woodstock.
Les anglophones bénéficient des quotidiens Telegraph-Journal, publié à Saint-Jean, et The Daily Gleaner, publié à Fredericton. Ils ont aussi accès au bi-hebdomadaire Bugle-Observer, publié à Woodstock. Les francophones ont accès par abonnement au quotidien L'Acadie nouvelle, publié à Caraquet, ainsi qu'à l'hebdomadaire L'Étoile, de Dieppe.

## Culture

### Personnalités
- John Wolhaupter (1771-1839), horloger, orfèvre et joaillier, mort dans la paroisse.